# أستراليون سعوديون
تشير جملة الأستراليون السعوديون إلى المواطنين الأستراليين ذوي الأصول السعودية بالإضافة إلى المغتربين السعوديين في أستراليا. يعيش في أستراليا آلاف السعوديين ويقطنون مناطق مثل سيدني وملبورن وبريزبان ويمثلون جزءا من الوجود العربي في البلاد. هناك أيضًا العديد من الطلاب الدوليين في أستراليا، كل عام يختار مئات السعوديين الدراسة في الجامعات الأسترالية تحت برنامج خادم الحرمين الشريفين للابتعاث الخارجي. في عام 2010 قدر عددهم بنحو 10,000 طالب في العديد من المجالات الطبية وتقنية المعلومات والمحاسبة حيث ازداد العدد حوالي ثمانية أضعاف مقارنة بالسنوات الأخيرة.